# الکساندر استامبولسکی، بولگاریا
الکساندر استامبولسکی، بولگاریا (به لاتین: Aleksandar Stamboliyski, Bulgaria) روستایی در بلغارستان است که در استان دوبریچ واقع شده‌است.